# Sacsayhuamán
La fortezza di Sacsayhuamán o Sacsaihuaman (in quechua: Saksaq Waman) è un sito archeologico Inca nella regione di Cusco. Il nome significa letteralmente "falco soddisfatto". Fu costruita dagli Inca tra il 1438 e il 1500 circa, sotto il dominio di Pachacútec, e si erge in una posizione dominante della collina di Carmenca, che svetta a nord della città di Cusco, antica capitale del Tahuantinsuyo, l'impero inca.
A ogni solstizio d'inverno vi si festeggia l'Inti Raimi, la festa di Inti, il dio del Sole. In tale circostanza vengono ancora effettuati rituali risalenti all'epoca incaica.
Nel 1983 l'importanza del sito fu riconosciuta dall'UNESCO come Patrimonio dell'umanità.

## Ubicazione
La fortezza cerimoniale è ubicata a circa 2 chilometri da Cusco, capitale dell'antico impero Inca; si trova a un'altitudine di 3 700 metri e ha un'estensione di 3 093 ettari.

Vista dal piazzale

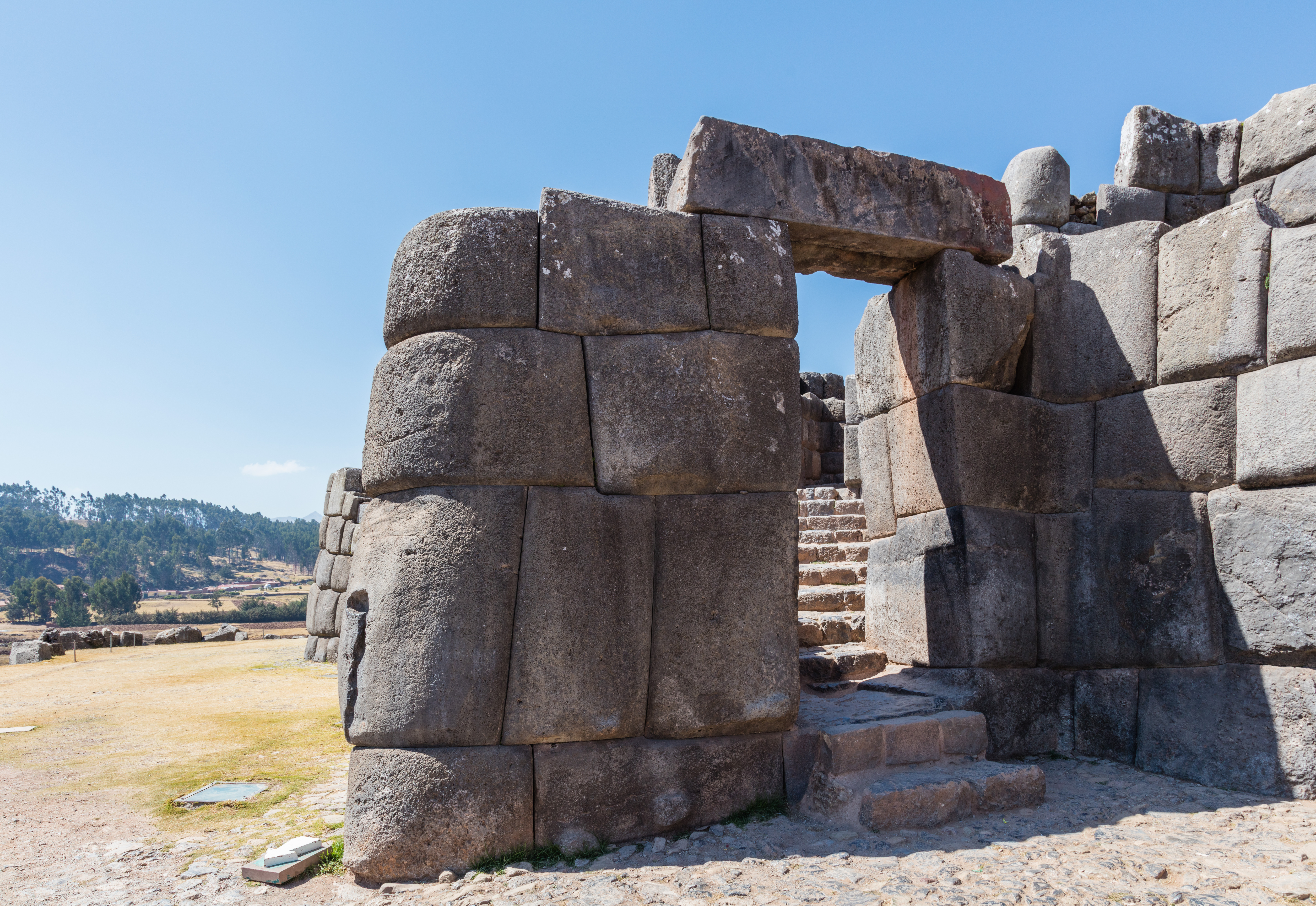
Porta principale

## Storia

### Epoca Inca (1438-1534)
La costruzione di Sacsayhuamán, secondo le informazioni di cui disponiamo, iniziò durante il regno di Pachacútec, fu continuata successivamente da Túpac Yupanqui e conclusa con Huayna Cápac. Durante queste tre generazioni, secondo Garcilaso de la Vega furono quattro gli architetti che diressero l'opera. Essi furono nell'ordine: Apu Huallpa Rimachi (il principale secondo Garcilaso de la Vega), Inca Maricanchi, Acahauna Inca e Callacunchuy. A questi architetti si deve il disegno di Sacsayhuaman. I lavori durarono circa 70 anni e si ipotizza che furono utilizzati circa 20 000 lavoratori.
La fortezza fu presa durante l'assedio di Cuzco (1536) dai conquistadores spagnoli, i quali poi prelevarono dal sito numerose pietre per costruire case e chiese nella città, oltre a modificare la struttura della città stessa. La rimozione delle pietre di piccole e medie dimensioni è continuata fino ad alcune decine di anni fa.

## Disegno di Sacsayhuaman
Al piano della città di Cusco è comunemente attribuita la forma di un puma coricato, secondo il disegno urbano a opera di Pachacútec Inca Yupanqui. La fortezza di Sacsayhuamán rappresenterebbe la testa del puma, com'è possibile intuire dalla muraglia che procede a zig-zag ricordandone le fauci. Alla sommità, inoltre, è visibile l'occhio dell'animale. La forma descritta è meno visibile a seguito dell'arrivo dei conquistadores spagnoli che, come detto, abbatterono le tre torri e prelevarono dal sito numerose pietre, oltre a modificare la struttura della città stessa.
Lo spazio che abbraccia le sue costruzioni è molto grande; quello che principalmente balza agli occhi sono le tre fila di mura in pietra che fanno pensare a una fortezza.

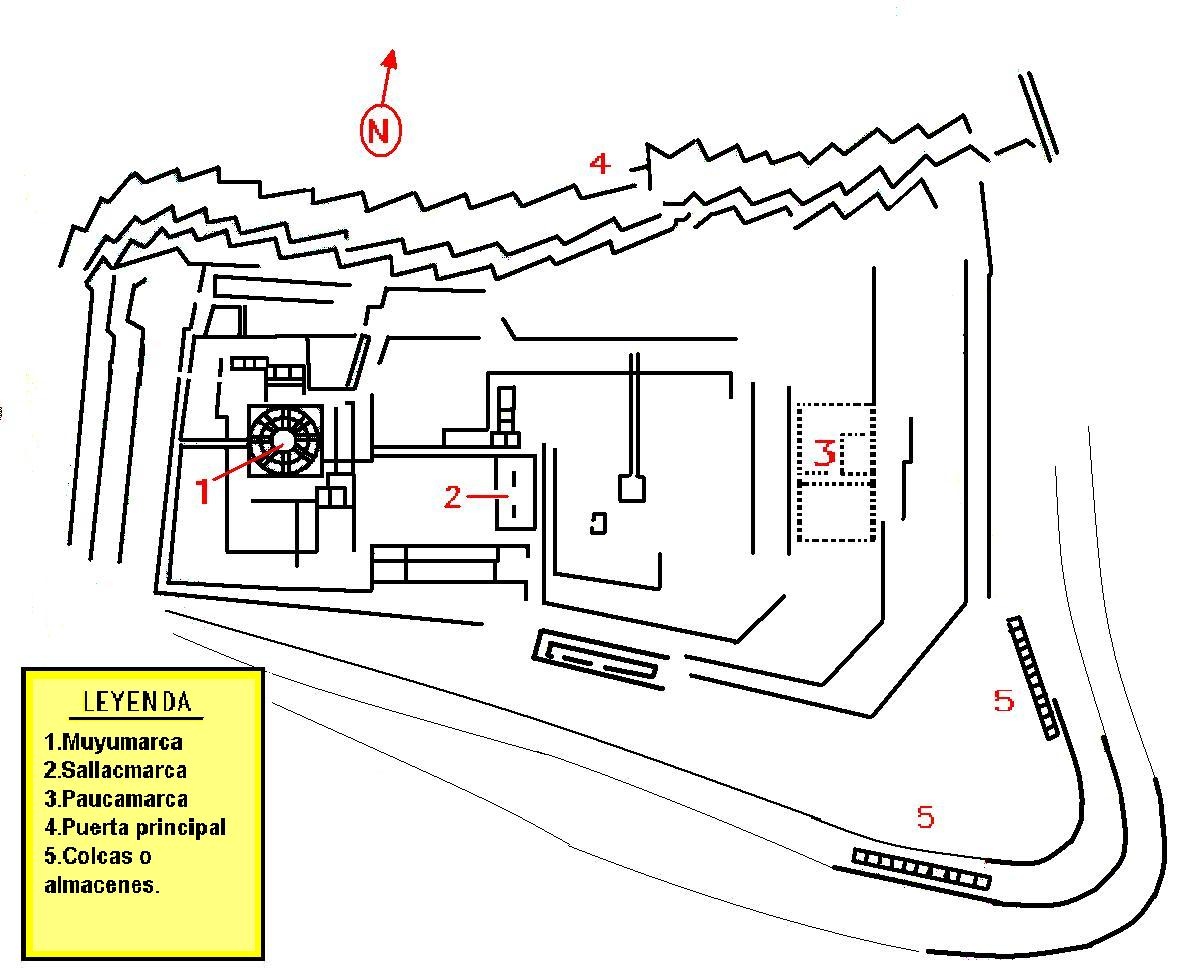
Mappa di Sacsayhuamán

## Architettura

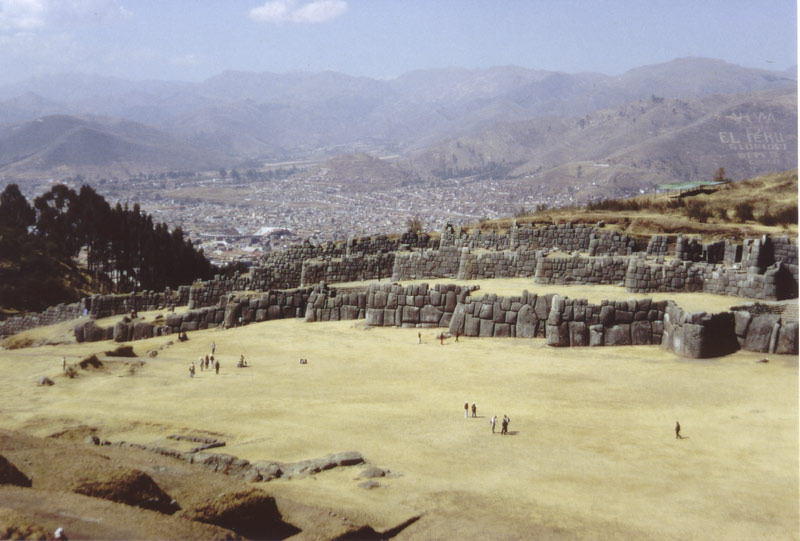
Le mura interne che rappresentano i denti del puma

La costruzione è così peculiare per via della grandezza di alcuni blocchi di pietra e del fatto che furono incastrati con una elevatissima precisione. Le tecniche utilizzate sono tuttora in fase di studio, giacché le pietre furono intagliate con tale maestria per cui tra una e l'altra non passa la lama di coltello. Secondo i cronisti del XVI secolo, i blocchi erano lisci e rifiniti al pari delle opere architettoniche spagnole, tuttavia il complesso appariva più solido e poderoso di qualunque fortezza europea.     
Il grandioso complesso presenta un triplice ordine di cinte murarie, lunghe trecento metri, realizzate con enormi massi di pietra (porfido e andesite), connessi con grande precisione. La muraglia principale è formata da pietre alte 5 metri, larghe circa 2,5 metri che possono pesare tra le 90 e le 120 tonnellate.

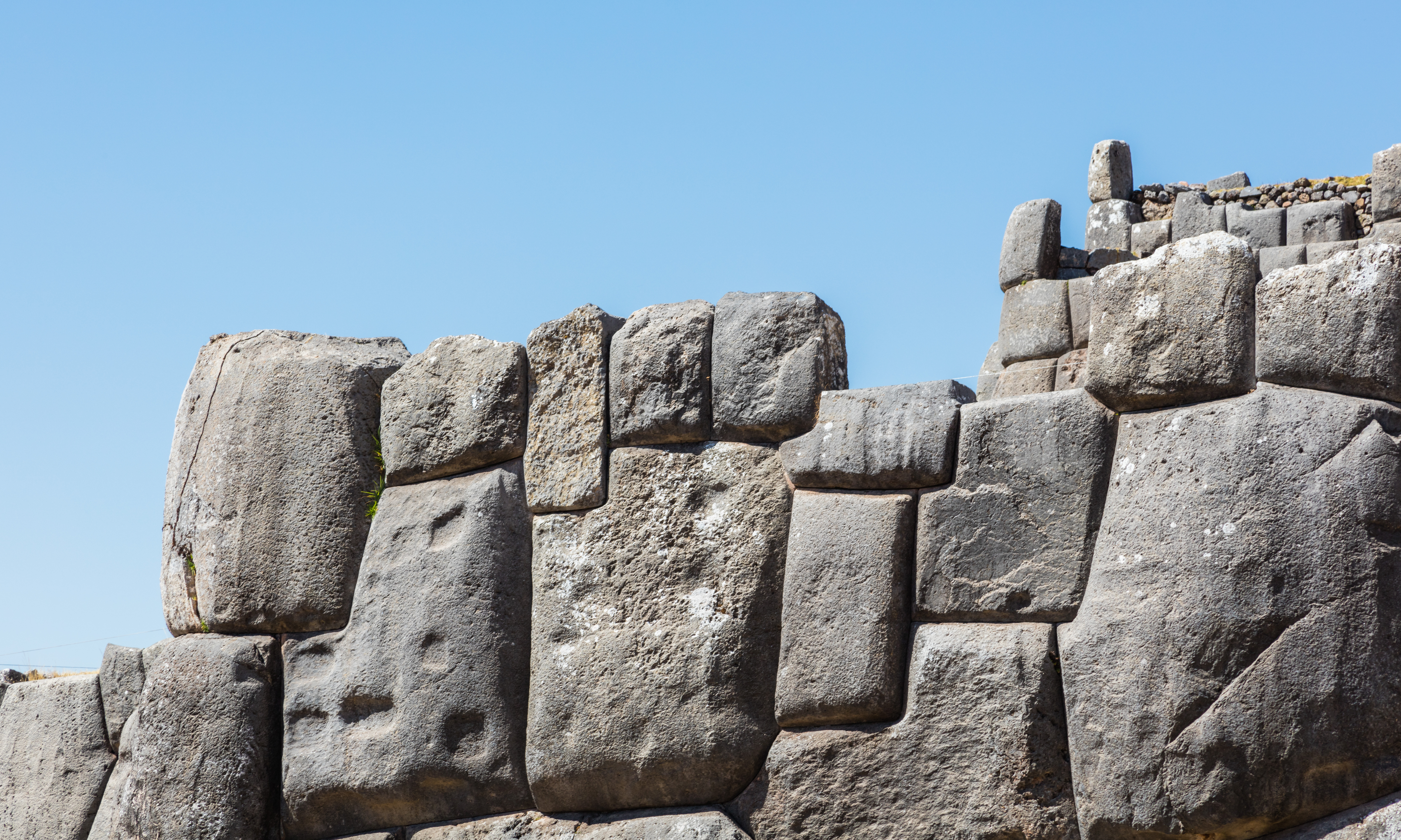

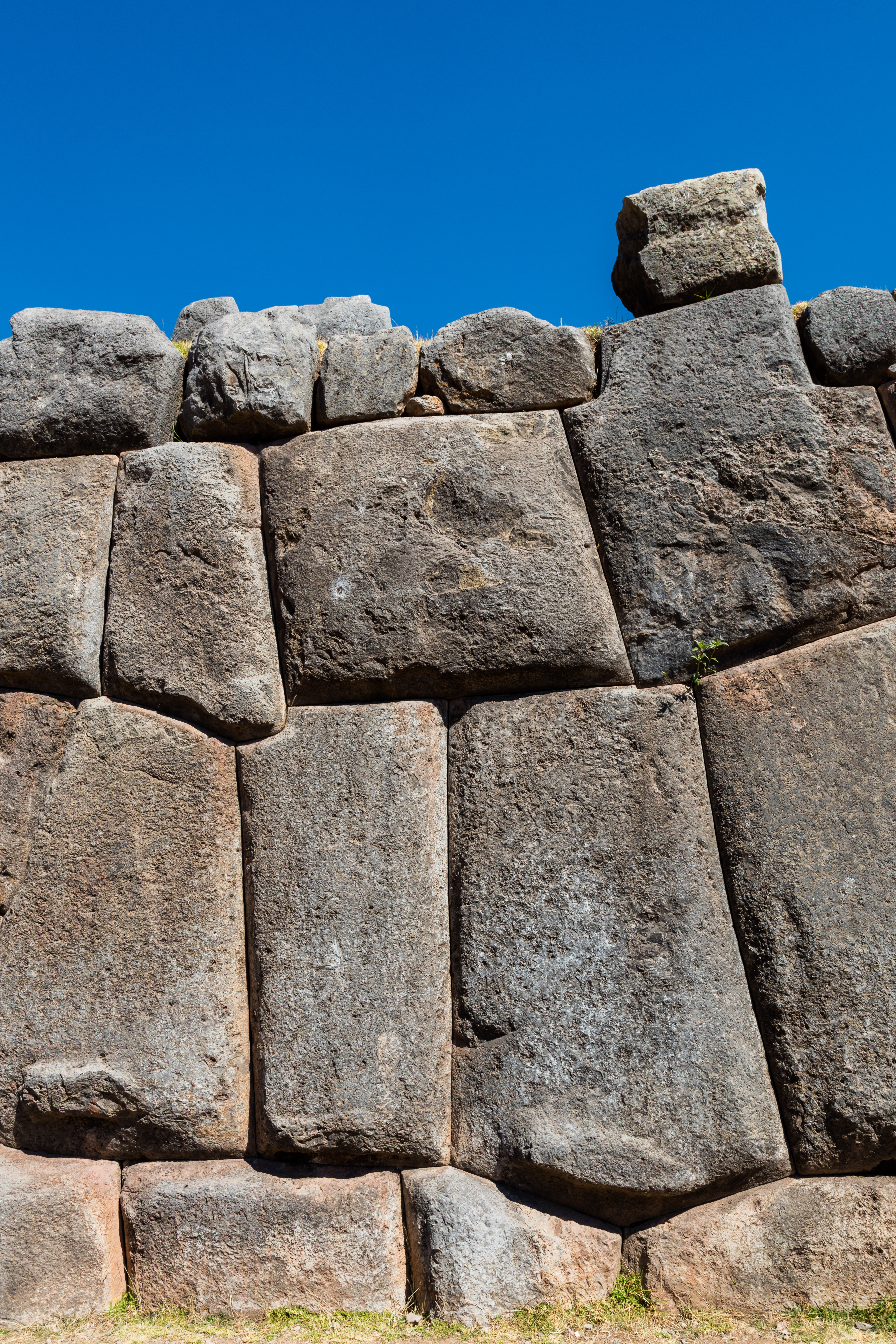
Le pietre megalitiche di Sacsayhuaman

### Le porte

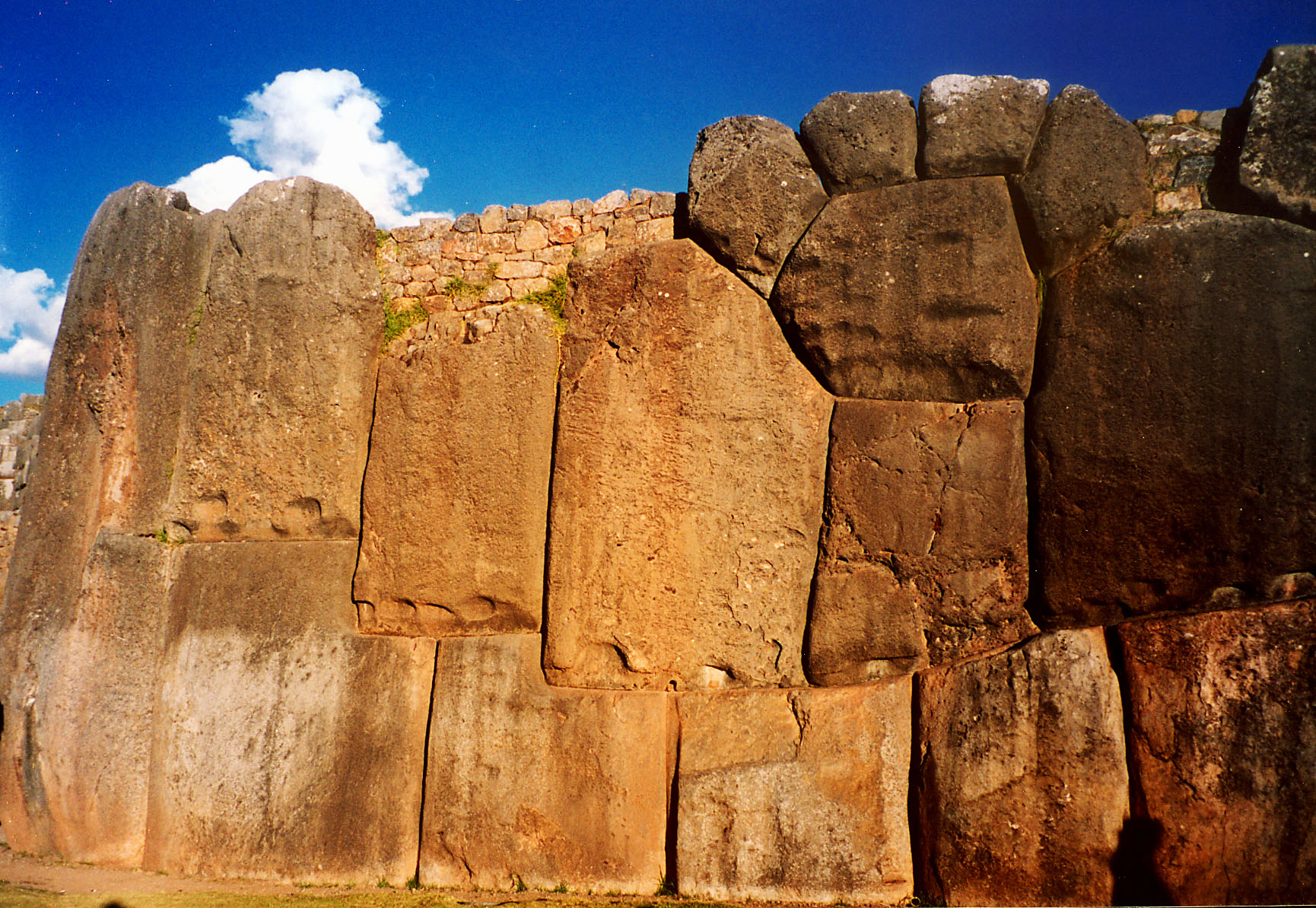
Le pietre megalitiche di Sacsayhuaman e la zampa del puma

Troviamo parecchie porte che mettono in comunicazione, tramite scale, i diversi livelli. Nel muro delle pietre megalitiche troviamo la porta Tiupunco, sugli altri livelli troviamo le porte Acahuana e la Huiracocha Puncu.

### Le torri
Questo complesso militare o religioso era munito di tre torri (marka in quechua) di cui rimangono le fondamenta.
La torre rotonda di Muyuqmarka ospitava il re Inca e la sua corte durante i periodi di meditazione e digiuno. La sua base a terra è costituita da un cerchio di pietre di una dozzina di metri di diametro e da una struttura a stella il cui significato non è a tutt'oggi chiarito. Secondo la leggenda, la torre era collegata al Tempio del Sole da una rete di gallerie sotterranee.
Quella di Paucamarca, di forma quadrangolare, aveva una funzione religiosa ed era dedicata al culto del Sole.
L'ultima torre, quella di Suyaqmarka, anch'essa quadrangolare, era riservata alla guarnigione e ospitava depositi di viveri, di armi e di vestiti.

## Funzione
Sacsayhuaman viene descritta come una "fortezza" dai cronisti, tra cui Garcilaso de la Vega, che riporta in merito molte testimonianze dell'epoca della conquista spagnola. La cinta di mura, singola dal lato della montagna, è invece tripla in direzione della pianura, più esposta agli attacchi, e l'andamento obliquo e spigoloso delle mura (i "denti" del puma) avrebbe potuto rendere difficile un assalto frontale. Inoltre, molte torri e locali interni erano utilizzati come deposito di scorte, armi e altro equipaggiamento. Tuttavia, la presenza di un tempio del Sole e di un calendario solare in pietra lasciano presumere che il complesso fosse ben più di una semplice struttura difensiva, e avesse al contempo importanti funzioni cerimoniali.

## Miti locali
Secondo la locale tradizione le mura, per la loro imponenza e dimensione furono costruite da dei giganti semi-divini: